# Saison 2006-2007 du Football Club auscitain
La saison 2006-2007 du Football Club auscitain voit le club réaliser une saison exceptionnelle avec 25 victoires, 1 nul et 4 défaites et remporter le championnat de Pro D2 pour la deuxième fois en quatre ans bien que possédant le plus petit budget du championnat.
Auch est classé 15e club français à l’issue de la saison, son meilleur classement depuis 1970.
L'équipe évolue cette saison encore sous les ordres de l’entraîneur Henry Broncan puis de son fils Pierre-Henry Broncan à partir de février.
L'affluence moyenne du club à domicile est de 3 769 spectateurs avec un record d'affluence lors du derby contre le Tarbes PR où 5 661 spectateurs assistent à la victoire du FC Auch 31-0.

## Classement final de la saison régulière
| Rang | Club                  | J  | V  | N | D  | Bo | Bd | Pm  | Pe  | Diff | Pts |
| ---- | --------------------- | -- | -- | - | -- | -- | -- | --- | --- | ---- | --- |
| 1    | FC Auch               | 30 | 25 | 1 | 4  | 5  | 3  | 727 | 416 | +311 | 110 |
| 2    | US Dax                | 30 | 20 | 0 | 10 | 11 | 7  | 788 | 499 | +289 | 98  |
| 3    | Stade rochelais       | 30 | 20 | 2 | 8  | 6  | 3  | 633 | 477 | +156 | 93  |
| 4    | RC Toulon (R)         | 30 | 19 | 0 | 11 | 9  | 3  | 662 | 570 | +92  | 88  |
| 5    | AS Béziers            | 30 | 18 | 1 | 11 | 6  | 3  | 692 | 551 | +141 | 83  |
| 6    | Lyon OU               | 30 | 16 | 1 | 13 | 4  | 9  | 595 | 489 | +106 | 79  |
| 7    | US Oyonnax            | 30 | 15 | 2 | 13 | 2  | 4  | 499 | 580 | -81  | 70  |
| 8    | Section paloise (R)   | 30 | 13 | 0 | 17 | 8  | 8  | 619 | 625 | -6   | 68  |
| 9    | Stade montois         | 30 | 12 | 1 | 17 | 2  | 10 | 555 | 662 | -107 | 62  |
| 10   | Union Bordeaux Bègles | 30 | 12 | 0 | 18 | 2  | 10 | 480 | 583 | -103 | 60  |
| 11   | UA Gaillac (P)        | 30 | 12 | 1 | 17 | 3  | 7  | 548 | 657 | -109 | 60  |
| 12   | Racing Métro 92       | 30 | 11 | 0 | 19 | 4  | 10 | 594 | 656 | -62  | 58  |
| 13   | Tarbes PR             | 30 | 12 | 0 | 18 | 0  | 8  | 510 | 675 | -165 | 56  |
| 14   | FC Grenoble (P)       | 30 | 10 | 2 | 18 | 1  | 10 | 506 | 600 | -94  | 55  |
| 15   | USA Limoges (P)       | 30 | 11 | 0 | 19 | 3  | 7  | 614 | 776 | -162 | 54  |
| 16   | Colomiers Rugby       | 30 | 8  | 1 | 21 | 1  | 5  | 491 | 697 | -206 | 40  |

|  | Champion de France de Pro D2 - Promu en Top 14 (no 1). |
|  | Participation aux phases finales de barrage pour déterminer le vice-champion, promu en Top 14 (no 2, no 3, no 4, no 5).                                                                                     |
|  | Relégation en Fédérale 1 (no 15, no 16). |
|  | R : Relégués 2006 • P : Promus 2006 V : Victoires • N : Matches Nuls • D : Défaites • BO : Bonus Offensif • BD : Bonus Défensif • PM : Points marqués • PE : Points encaissés • Diff : Différence de points |

## Les résultats
| - Samedi 2 septembre Béziers - USBCABBG : 30-12 Toulon – Mont de Marsan : 49-12 La Rochelle – Pau : 25-9 Dax – Gaillac : 38-13 Auch – Colomiers : 21-6 Tarbes – Métro-Racing : 21-18 LOU – Oyonnax : 15-6 Limoges - Grenoble : 17-6 | - Samedi 9 septembre Mont de Marsan - Tarbes 34-23 Colomiers - Limoges 9-18 Grenoble - La Rochelle 12-12 Métro-Racing - Béziers 23-27 Oyonnax - Toulon 28-23 - Dimanche 10 septembre Pau - LOU : 22-21 USBCABBG - Dax : 24-17 Gaillac - Auch : 16-22 |

| - Samedi 16 septembre Béziers - Oyonnax : 22-6 Toulon - Colomiers : 32-12 La Rochelle - Gaillac : 18-16 Dax - Pau : 24-14 Métro-Racing - Limoges : 37-3 Auch - Mont de Marsan : 34-9 Tarbes - Grenoble : 24-20 LOU - USBCABBG : 26-21 | - Samedi 23 septembre 2006 Pau – Auch : 11-21 Mont de Marsan - LOU : 18-13 Colomiers - Dax : 24-18 Grenoble - Métro-Racing : 41-21 Oyonnax - La Rochelle : 30-8 USBCABBG - Toulon : 12-0 Limoges - Tarbes : 21-9 - Dimanche 24 septembre 2006 Gaillac - Béziers : 14-15 |

| - Samedi 30 septembre Béziers - Mont de Marsan : 41-3 Toulon - Gaillac : 30-23 La Rochelle - Colomiers : 18-0 Dax - Grenoble : 10-3 Métro-Racing - LOU : 13-9 Auch - Oyonnax : 35-6 Tarbes - USBCABBG : 12-15 Limoges - Pau : 28-13 | - Samedi 14 octobre Pau - Tarbes : 31-34 Béziers - Toulon : 35-16 Mont de Marsan - Dax : 21-24 La Rochelle – Auch : 15-10 LOU - Colomiers : 39-8 Oyonnax - Métro-Racing : 26-19 USBCABBG - Limoges : 33-32 Gaillac - Grenoble : 33-6 |

| - Samedi 21 octobre Colomiers - Mont de Marsan : 23-19 Tarbes - Oyonnax : 18-6 Grenoble - USBCABBG : 28-22 LOU - La Rochelle : 12-6 Dax - Beziers : 31-16 Limoges - Gaillac : 18-11 Metro-Racing - Pau : 19-12 Auch - Toulon : 22-14 | - Samedi 28 octobre Pau - Grenoble : 18-11 Oyonnax - Colomiers : 22-9 Béziers - Limoges : 44-16 USBCABBG - Metro-Racing : 13-17 Toulon - LOU : 22-16 Gaillac - Mont de Marsan : 30-17 La Rochelle - Tarbes : 12-16 Dax - Auch : 17-22 |

| - Samedi 4 novembre Mont de Marsan - Metro-Racing : 15-13 Oyonnax - USBCABBG : 27-11 Colomiers - Grenoble : 22-17 Limoges - La Rochelle : 16-24 Toulon - Dax : 20-16 Tarbes - Béziers : 12-17 LOU - Auch : 9-15 - Dimanche 5 novembre Gaillac - Pau : 27-22 | - Samedi 18 novembre Pau - Colomiers : 25-12 Auch - Limoges : 24-22 Mont de Marsan - Oyonnax : 12-13 LOU - Tarbes : 55-13 Grenoble - Béziers : 33-13 USBCABBG - Gaillac : 12-17 La Rochelle - Dax : 34-7 - Dimanche 19 novembre Metro-Racing - Toulon : 18-25 |

| - Samedi 25 novembre Oyonnax - Pau : 20-6 Grenoble – Auch : 12-20 USBCABBG - Mont de Marsan : 16-11 Toulon - Tarbes : 16-28 La Rochelle - Metro-Racing : 23-13 Béziers - LOU : 27-3 - Dimanche 26 novembre Colomiers - Gaillac : 14-20 Dax - Limoges : 52-9 | - Samedi 2 décembre Pau - USBCABBG : 33-10 LOU - Dax : 17-12 Béziers - La Rochelle : 9-9 Limoges - Toulon : 27-32 Mont de Marsan - Grenoble : 12-12 Colomiers - Metro-Racing : 13-21 Tarbes - Auch : 21-25 - Dimanche 3 décembre Gaillac - Oyonnax : 16-10 |

| - Samedi 9 décembre Mont de Marsan - Pau : 14-17 Tarbes - Dax: 16-17 Grenoble - LOU : 13-8 Oyonnax - Limoges : 22-8 Toulon - La Rochelle : 26-16 USBCABBG - Colomiers : 13-10 Metro-Racing - Gaillac : 41-16 Auch - Béziers : 22-15 | - Samedi 16 décembre Pau - Toulon : 17-18 Auch - USBCABBG : 36-14 Colomiers - Béziers : 25-17 LOU - Limoges : 26-19 Grenoble - Oyonnax : 13-10 La Rochelle - Mont de Marsan : 37-5 Dax - Metro-Racing : 19-6 - Dimanche 17 décembre Gaillac - Tarbes : 24-3 |

| - Samedi 6 janvier Béziers - Pau : 33-9 USBCABBG - La Rochelle : 13-27 Toulon - Grenoble : 32-10 Limoges - Mont de Marsan : 13-19 Metro-Racing - Auch : 16-30 Gaillac - LOU : 15-18 Tarbes - Colomiers : 28-22 Oyonnax - Dax : 12-6 | - Samedi 13 janvier Pau - La Rochelle : 6-12 Oyonnax - LOU : 10-10 Mont de Marsan - Toulon : 26-13 USBCABBG - Béziers : 13-14 Colomiers - Auch : 15-31 Gaillac - Dax : 20-32 Grenoble - Limoges : 19-18 Metro-Racing - Tarbes : 27-13 |

| - Samedi 20 janvier Béziers - Métro-Racing: 30-23 Tarbes - Mont de Marsan : 21-23 Toulon - Oyonnax: 32-3 LOU - Pau : 16-9 La Rochelle - Grenoble : 15-0 Limoges - Colomiers : 31-20 Dax - USBCABBG : 23-8 Auch - Gaillac : 41-3 | - Samedi 27 janvier Pau - Dax : 33-16 Mont de Marsan - Auch : 23-25 Limoges - Métro-Racing : 17-18 Grenoble - Tarbes : 30-22 Oyonnax - Béziers : 24-16 - Dimanche 28 janvier USBCABBG - LOU : 14-6 Colomiers - Toulon : 25-23 Gaillac - La Rochelle : 21-11 |

| - Samedi 10 février Béziers - Gaillac : 22-9 Auch - Pau : 21-6 Toulon - USBCABBG : 13-9 Tarbes - Limoges : 21-9 La Rochelle - Oyonnax : 29-18 LOU - Mont de Marsan : 29-13 Dax - Colomiers : 47-8 Metro-Racing - Grenoble : 29-23 | - Samedi 17 février Pau - Limoges : 28-20 Mont de Marsan - Beziers : 12-8 USBCABBG - Tarbes : 30-10 Colomiers - La Rochelle : 21-23 Grenoble - Dax : 15-21 LOU - Metro-Racing : 34-6 - Dimanche 18 février Gaillac - Toulon : 6-7 Oyonnax - Auch : 16-16 |

| - Samedi 24 février Colomiers – LOU : 9-22 Grenoble – Gaillac : 15-16 Toulon - Beziers : 25-11 Limoges - USBCABBG : 25-20 - Dimanche 25 février Tarbes - Pau : 9-5 Metro-Racing - Oyonnax : 12-15 Auch - La Rochelle : 22-9 Dax - Mont de Marsan : 36-22 | - Samedi 3 mars Pau - Metro-Racing : 27-18 Mont de Marsan - Colomiers : 19-9 Oyonnax - Tarbes : 13-9 Toulon - Auch : 17-9 La Rochelle - LOU : 15-9 - Dimanche 4 mars Gaillac - Limoges : 28-19 USBCABBG - Grenoble : 15-14 Béziers - Dax : 24-13 |

| - Samedi 10 mars Mont de Marsan - Gaillac : 36-13 Tarbes - La Rochelle : 22-29 Colomiers - Oyonnax : 30-16 LOU - Toulon : 11-6 Grenoble - Pau : 25-9 Limoges - Béziers : 30-24 Metro-Racing - USBCABBG : 12-16 Auch - Dax : 19-17 | - Samedi 24 mars Pau - Gaillac : 32-17 Metro-Racing - Mont de Marsan : 13-14 Béziers - Tarbes : 34-16 Auch - LOU : 16-21 Grenoble - Colomiers : 30-23 USBCABBG - Oyonnax : 16-12 La Rochelle - Limoges : 44-20 Dax - Toulon : 29-3 |

| - Samedi 31 mars Toulon - Metro-Racing : 17-27 Colomiers - Pau : 26-15 Dax - La Rochelle : 18-14 Limoges - Auch : 6-36 Béziers - Grenoble : 23-12 Tarbes - LOU : 26-17 Oyonnax - Mont de Marsan : 26-20 - Dimanche 1er avril Gaillac - USBCABBG : 13-5 | - Samedi 7 avril Pau - Oyonnax : 51-12 Métro-Racing - La Rochelle : 20-33 Auch - Grenoble : 19-12 Limoges - Dax : 34-62 Tarbes - Toulon : 12-19 Mont de Marsan - USBCABBG : 19-13 LOU - Béziers : 24-26 - Dimanche 8 avril Gaillac - Colomiers : 20-20 |

| - Samedi 14 avril Toulon - Limoges : 33-20 Oyonnax - Gaillac : 36-31 Dax - LOU : 43-3 Metro-Racing - Colomiers : 23-20 Auch - Tarbes : 31-0 (Auch devient officiellement champion de France après ce match) Grenoble - Mont de Marsan : 18-10 La Rochelle - Beziers : 27-19 - Dimanche 15 avril USBCABBG - Pau 20-23 | - Samedi 21 avril Pau - Mont de Marsan : 27-22 LOU - Grenoble : 34-22 Dax - Tarbes : 55-10 Limoges - Oyonnax : 34-7 Béziers - Auch : 23-33 La Rochelle - Toulon : 40-20 Colomiers - USBCABBG : 33-17 - Dimanche 22 avril Gaillac - Metro-Racing 32-26 |

| - Samedi 5 mai Toulon - Pau : 40-29 Mont de Marsan - La Rochelle : 37-17 Béziers - Colomiers : 30-11 Metro-Racing - Dax : 18-28 Tarbes - Gaillac : 19-8 Limoges - LOU : 21-20 Oyonnax - Grenoble : 20-22 - Dimanche 6 mai USBCABBG - Auch : 18-12 | - Dimanche 13 mai Pau - Béziers : 43-27 Mont de Marsan - Limoges : 35-36 Dax - Oyonnax : 40-17 LOU - Gaillac : 52-20 Auch- Metro-Racing : 37-27 Grenoble - Toulon : 21-39 La Rochelle - USBCABBG : 31-25 Colomiers - Tarbes : 12-22 |

## Effectif
- Arrières : Frédéric Couzier, Léo Pesteil
- Ailiers : Julien Kinane, Raphaël Bastide, Julien Clédès, Thierry Brana
- Centres : Julien Sarraute, Nicolas Pagotto, Pierre Aguillon, Erwan Bérot, Patrick Bosque
- Ouvreurs : Anthony Lagardère, Vincent Cortes
- Demis de mêlée : Brice Salobert, Lionel Dutilh Christophe Clarac
- Troisièmes lignes centre : Grégory Patat, Antoine Battut, Cyril Chavet
- Troisièmes lignes aile : Philippe Rodes, Stephan Saint-Lary, Frédéric Medves, Alexandre Ricaud, Nicolas Bontinck
- Deuxièmes lignes : Tao Tapasu, Nicolas Lafitte, Hamid Arif, Ilia Zedguinidze
- Talonneurs : Nicolas Sentous, Sébastien Bortolucci, Vincent Campo, Sébastien Bruère
- Piliers : Yohan Marty, Javier Salazar Lizarraga (es), Jason Hooper, Pascal Idieder, Fabien Barcella, Franck Montanella, Benoît Bourrust, Alexandre Barozzi, Karim Dahbi